# Ali Nagiyev
Ali Nagi oglu Nagiyev (en azerí: Əli Nağı oğlu Nağıyev; Raión de Babek, 8 de noviembre de 1958) es Jefe del Servicio de Seguridad del Estado de la República de Azerbaiyán desde 2019.

## Biografía
Ali Nagiyev nació el 8 de noviembre de 1958 en raión de Babek. En 1981 se graduó de la Universidad Pedagógica Estatal de Azerbaiyán. Empezó a trabajar en 1975. Después de completar los cursos superiores del KGB de la Unión Soviética en 1986, Ali Nagiyev ocupó altos cargos en las unidades operativas de la KGB de la República Socialista Soviética de Azerbaiyán y el Ministerio de Seguridad Nacional de Azerbaiyán. 
El 16 de marzo de 2005, por orden del presidente Ilham Aliyev, Ali Nagiyev fue nombrado Primer Viceministro de Seguridad Nacional de Azerbaiyán. El 27 de marzo de 2006 recibió el rango militar mayor general. En 2011-2019 fue jefe adjunto de la Dirección General Anticorrupción bajo la autoridad de la Fiscalía General.
El 5 de agosto de 2014 recibió el alto rango de Consejero de Estado de Justicia. El 20 de junio de 2019 Ali Nagiyev fue nombrado Jefe del Servicio de Seguridad del Estado de la República de Azerbaiyán. El 27 de junio de 2019 recibió el rango militar teniente general.
El 7 de diciembre de 2020, por orden del Presidente de la República de Azerbaiyán, el Jefe del Servicio de Seguridad del Estado de la República de Azerbaiyán, Ali Nagiyev, recibió el rango militar más alto de coronel general.

## Premios y títulos
- Medalla al Mérito Militar  (Azerbaiyán) (1998)
- Orden de la Bandera de Azerbaiyán (2002)
- Orden "Por el servicio a la patria" (2018)
- Medalla “Para Heroísmo” (2019)
- Orden Victoria (2020)[5]